# Полевая Ляленка
Полевая Ляленка — река в России, протекает по Варнавинскому району Нижегородской области. Устье реки находится в 284 км по левому берегу реки Ветлуги. Длина реки составляет 11 км.
Исток реки находится в лесном массиве к югу от посёлка Бархатиха. Далее течёт на запад по лесу, принимает слева приток — Ляленку, а затем впадает в Ветлугу у деревни Камешник. Высота устья — 78,3 м над уровнем моря.

## Данные водного реестра
По данным государственного водного реестра России относится к Верхневолжскому бассейновому округу, водохозяйственный участок реки — Ветлуга от города Ветлуга и до устья, речной подбассейн реки — Волга от впадения Оки до Куйбышевского водохранилища (без бассейна Суры). Речной бассейн реки — (Верхняя) Волга до Куйбышевского водохранилища (без бассейна Оки).
Код объекта в государственном водном реестре — 08010400212110000042710.